# アヌアク族
アヌアク族（アヌアクぞく、Anuak。アニュア人とも）は、エチオピアと南スーダンに住む部族。

## 歴史
1940年代初期にエバンズ・プリチャードの指揮のもとに歩兵としてイタリア人と戦った。このとき多少の小火器を知るまで、ヌエル族の襲撃に苦しんでいたといわれている。

## 居住地
エチオピアと南スーダン国境にまたがって河川が縦横に交差するナイル川上流地域に住む。エチオピアでは主にガンベラ州に住む。

## 生活
主食は乳製品・肉・雑穀。一部はウシを飼って生活をしているが、残りは白ナイル川の浮漂植物として知られるアシが生い茂る広大な沼沢地に住んでいて、ワニ猟に習熟している。